# Leptocerus lusitanicus
Leptocerus lusitanicus är en nattsländeart som först beskrevs av Mclachlan 1884.  Leptocerus lusitanicus ingår i släktet Leptocerus och familjen långhornssländor. Inga underarter finns listade i Catalogue of Life.